# Beat (musikgrupp)
Beat var en finländsk grupp som representerade Finland i Eurovision Song Contest 1990. Där sjöng de sången Fri? på svenska. Som bakgrundssångare hade de Kari Kuivalainen, som representerade Finland i tävlingen 1986.
Gruppen bestod av Janne Engblom, Kim Engblom, Tina Krause och Tina Pettersson.
Låttexten till Fri? skrevs av Stina Engblom Colliander, modern till bröderna Janne och Kim.

## Diskografi
- A Hope For Peace (1981)
- Beat (1990)